# Кумарево (Врањска Бања)
Кумарево је насељено место града Врања у Пчињском округу. Према попису из 2022. било је 213 становника (према попису из 1991. било је 306 становника).

## Демографија
У насељу Кумарево живи 224 пунолетна становника, а просечна старост становништва износи 37,3 година (37,3 код мушкараца и 37,3 код жена). У насељу има 79 домаћинстава, а просечан број чланова по домаћинству је 3,58.
Ово насеље је великим делом насељено Србима (према попису из 2002. године).
|  |

| Демографија | Демографија | Демографија |
| Година      | Становника  | Становника  |
| ----------- | ----------- | ----------- |
| 1948.       | 494         |             |
| 1953.       | 474         |             |
| 1961.       | 458         |             |
| 1971.       | 260         |             |
| 1981.       | 298         |             |
| 1991.       | 306         | 292         |
| 2002.       | 283         | 288         |

| Етнички састав према попису из 2002.‍ | Етнички састав према попису из 2002.‍ | Етнички састав према попису из 2002.‍ | Етнички састав према попису из 2002.‍ | Етнички састав према попису из 2002.‍ |
| ------------------------------------ | ------------------------------------ | ------------------------------------ | ------------------------------------ | ------------------------------------ |
|                                      |                                      |                                      |                                      |                                      |
| Срби                                 | Срби                                 |                                      | 281                                  | 99,29%                               |
| Црногорци                            | Црногорци                            |                                      | 1                                    | 0,35%                                |
| Југословени                          | Југословени                          |                                      | 1                                    | 0,35%                                |
| непознато                            | непознато                            |                                      | 0                                    | 0,0%                                 |

| Година пописа     | 1948. | 1953. | 1961. | 1971. | 1981. | 1991. | 2002. |
| ----------------- | ----- | ----- | ----- | ----- | ----- | ----- | ----- |
| Број домаћинстава | 107   | 95    | 106   | 57    | 66    | 74    | 79    |

| Број чланова      | 1 | 2  | 3  | 4  | 5  | 6 | 7 | 8 | 9 | 10 и више | Просек |
| ----------------- | - | -- | -- | -- | -- | - | - | - | - | --------- | ------ |
| Број домаћинстава | 8 | 11 | 16 | 26 | 11 | 4 | 2 | 1 | 0 | 0         | 3,58   |

| Пол    | Укупно | Неожењен/Неудата | Ожењен/Удата | Удовац/Удовица | Разведен/Разведена | Непознато |
| ------ | ------ | ---------------- | ------------ | -------------- | ------------------ | --------- |
| Мушки  | 121    | 39               | 78           | 2              | 2                  | 0         |
| Женски | 120    | 30               | 78           | 11             | 1                  | 0         |
| УКУПНО | 241    | 69               | 156          | 13             | 3                  | 0         |

| Пол    | Укупно                    | Пољопривреда, лов и шумарство | Рибарство                            | Вађење руде и камена | Прерађивачка индустрија       |
| ------ | ------------------------- | ----------------------------- | ------------------------------------ | -------------------- | ----------------------------- |
| Мушки  | 68                        | 8                             | 0                                    | 0                    | 23                            |
| Женски | 45                        | 11                            | 0                                    | 0                    | 18                            |
| УКУПНО | 113                       | 19                            | 0                                    | 0                    | 41                            |
| Пол    | Производња и снабдевање   | Грађевинарство                | Трговина                             | Хотели и ресторани   | Саобраћај, складиштење и везе |
| Мушки  | 0                         | 8                             | 4                                    | 1                    | 5                             |
| Женски | 0                         | 0                             | 3                                    | 2                    | 0                             |
| УКУПНО | 0                         | 8                             | 7                                    | 3                    | 5                             |
| Пол    | Финансијско посредовање   | Некретнине                    | Државна управа и одбрана             | Образовање           | Здравствени и социјални рад   |
| Мушки  | 0                         | 1                             | 2                                    | 3                    | 0                             |
| Женски | 0                         | 0                             | 0                                    | 3                    | 6                             |
| УКУПНО | 0                         | 1                             | 2                                    | 6                    | 6                             |
| Пол    | Остале услужне активности | Приватна домаћинства          | Екстериторијалне организације и тела | Непознато            | Непознато                     |
| Мушки  | 2                         | 0                             | 0                                    | 11                   | 11                            |
| Женски | 0                         | 0                             | 0                                    | 2                    | 2                             |
| УКУПНО | 2                         | 0                             | 0                                    | 13                   | 13                            |